# Мерикарпијум
Мерикарпијум (carcarelus mericarpium) или подељени плодови су група плодова који припадају простим непуцајућим сушним плодовима. Настају из два оплодна листића, али је их је четири кад сазру, зато што се оплодни листићи уздужно деле на два дела. Дакле, мерикарпијуми су сачињени од по половине карпеле. 

## Примери
Овакав плод имају врсте фамилија Lamiaceae и Boraginaceae.